# Borgholms pedagogi
Borgholms pedagogi var en skola, pedagogi, i Borgholm som verkade från 1858 till 1 juli 1891.
1842 inrättades en apologistskola, med omkring 20 elever.
År 1858 utökades skolans lärarstab för att fungera som en pedagogi.  År 1877 fanns det en två-klassig pedagogi och 1888 var det en pedagogi med 19 elever .
Pedagogin som aldrig var elementarläroverk och inte blev lägre allmänt läroverk 1879 lades ner 1 juli 1891 och efterföljdes inte av någon likartad skola i Borgholm förrän 1908 då föregångaren till Borgholms samrealskola bildades